# Consiglio comunale di Tirana
Il Consiglio comunale di Tirana (in albanese Këshilli Bashkiak i Tiranës) è l'organo legislativo di Tirana, Albania. I membri del consiglio eleggono il presidente del consiglio. È composto da 61 membri in carica per un mandato di 4 anni.
È presieduto dal 2015 dal sindaco Erion Veliaj, del Partito Socialista d'Albania.
A seguito della crisi politica albanese del 2019, in cui l'opposizione ha boicottato le elezioni locali, il Partito Socialista ha ottenuto 56 seggi su 61. Nelle elezioni del 2023, la fazione di Berisha del PD si è fusa con PL, PBDNJ e PDK per formare la coalizione Insieme Vinciamo.

## Composizione
A seguito delle elezioni locali in Albania del 2023, la composizione del Consiglio di Tirana è la seguente:
| Gruppo | Gruppo                                                                                  | Abbr.  | Seggi |
| ------ | --------------------------------------------------------------------------------------- | ------ | ----- |
|        | Partito Socialista d'Albania Partia Socialiste e Shqipërisë                             | PSSH   | 34    |
|        | Insieme Vinciamo Bashkë Fitojmë                                                         | BF     | 15    |
|        | Partito Democratico d'Albania Partia Demokratike e Shqipërisë                           | PDSH   | 4     |
|        | Partito Socialdemocratico d'Albania Partia Socialdemokrate e Shqipërisë                 | PSDSH  | 3     |
|        | Partito Repubblicano d'Albania Partia Republikane e Shqipërisë                          | PRSH   | 1     |
|        | Partito per la Giustizia, l'Integrazione e l'Unità Partia Drejtësi, Integrim dhe Unitet | PDIU   | 1     |
|        | Iniziativa Hashtag Nisma Thurje                                                         | NTH    | 1     |
|        | Movimento per lo Sviluppo Nazionale Lëvizja për Zhvillim Kombëtar                       | LZHK   | 1     |
|        | Movimento Insieme Lëvizja Bashkë                                                        | BASHKE | 1     |

## Sede
La sede del Municipio si trova nel centro di Tirana, di fronte all'Europa Park e accanto a Piazza Scanderbeg e alla storica Moschea Et'hem Bey.

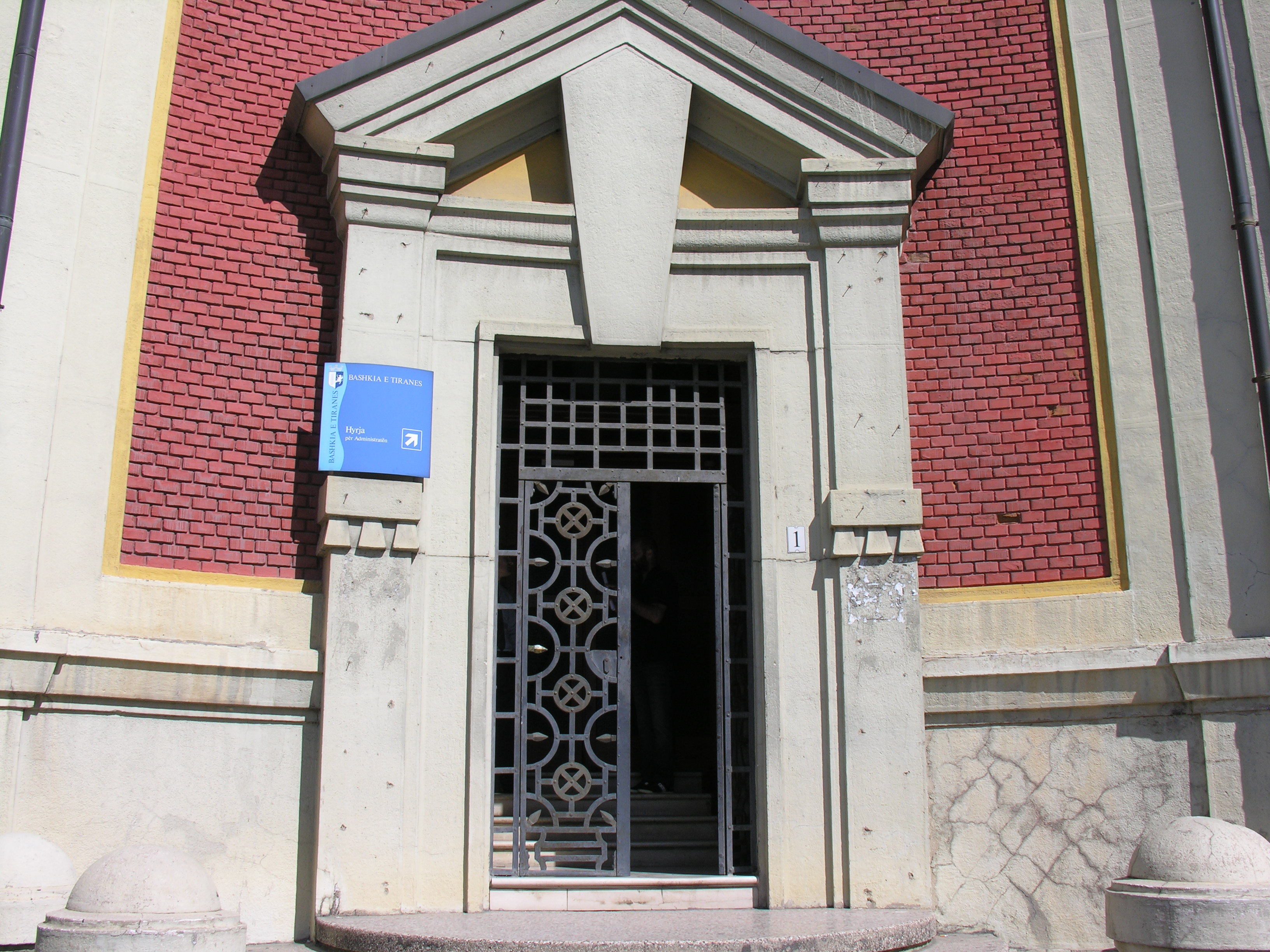
Ingresso al municipio
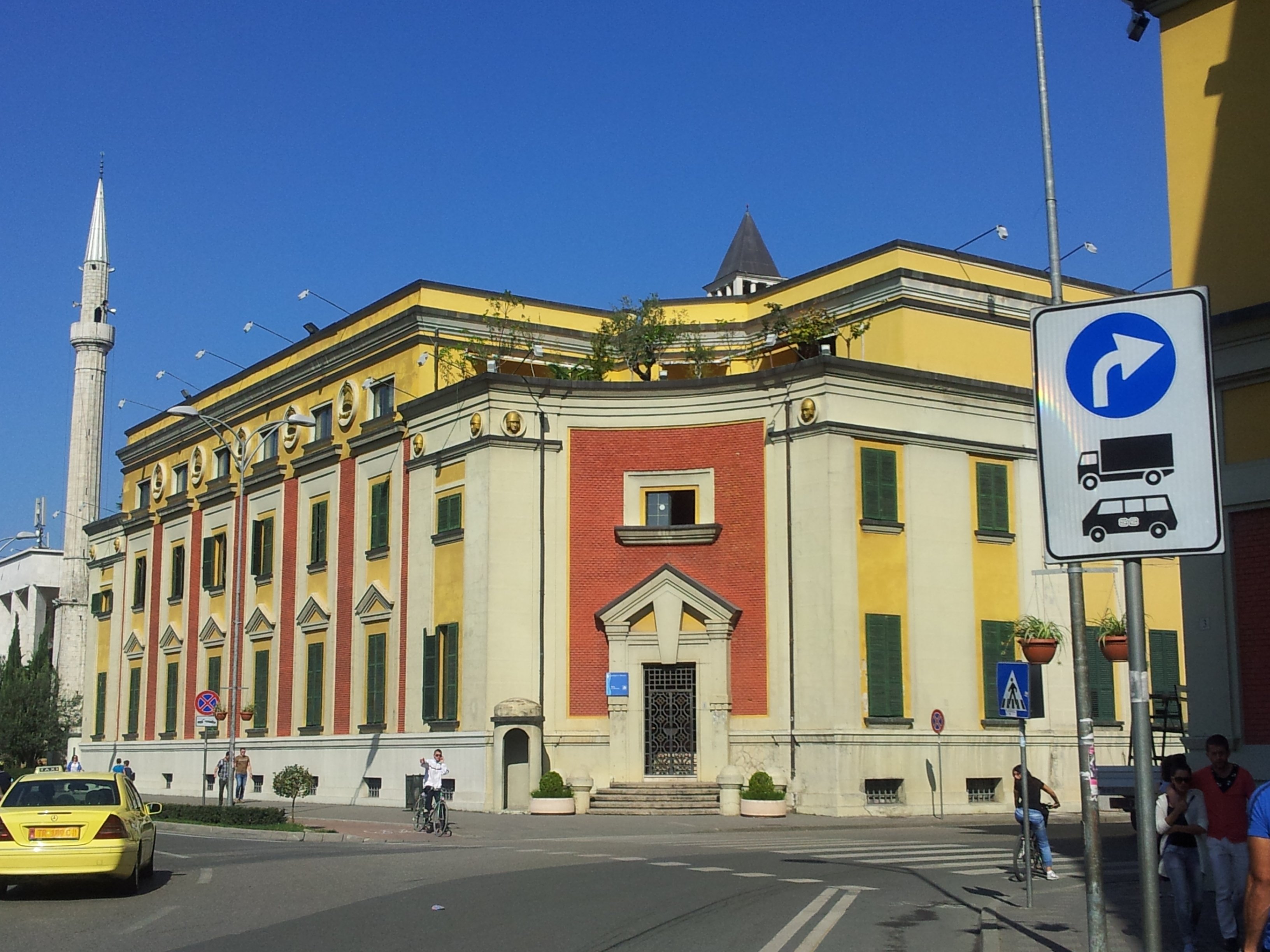
Facciata principale
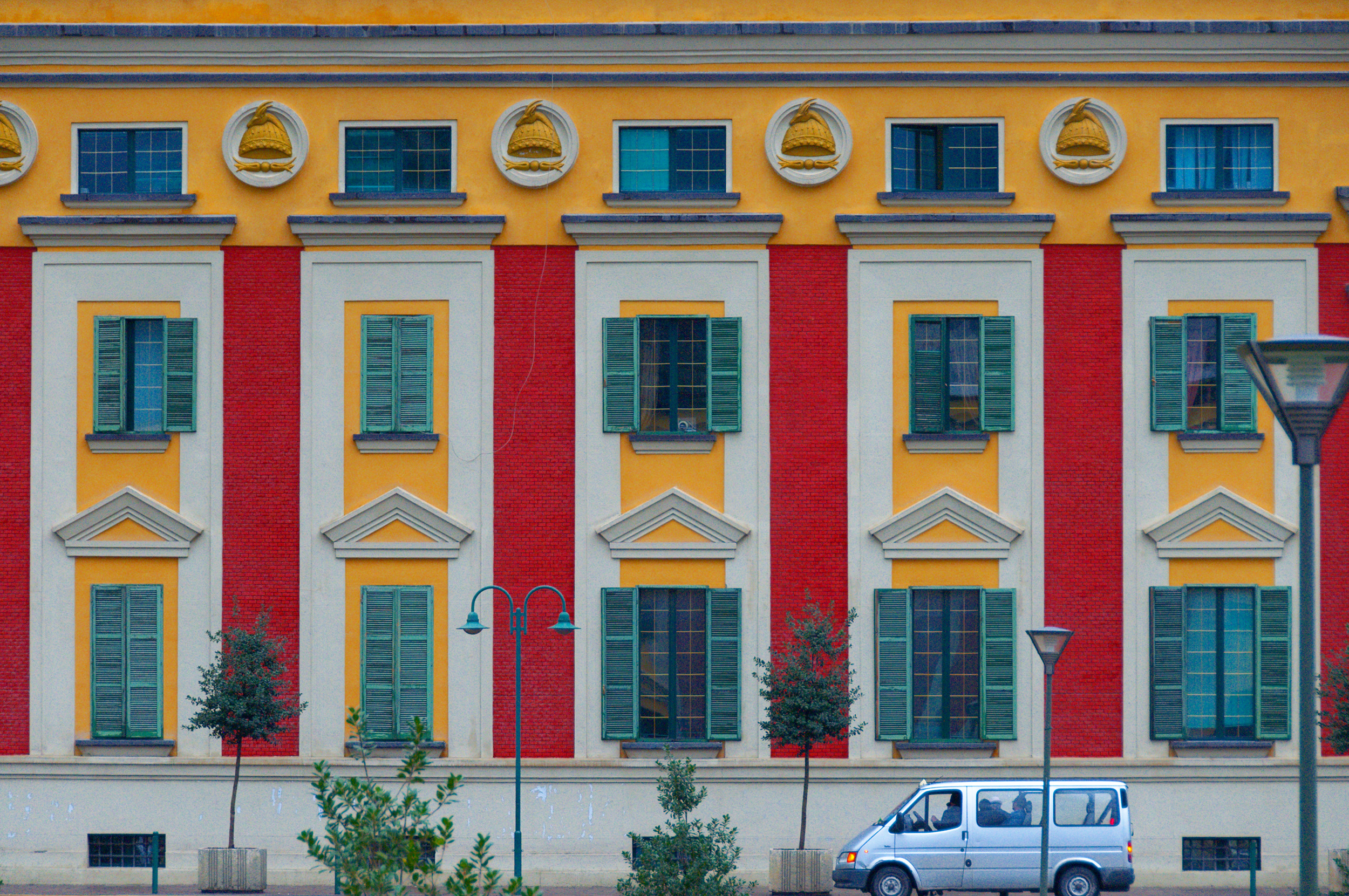
Facciata laterale
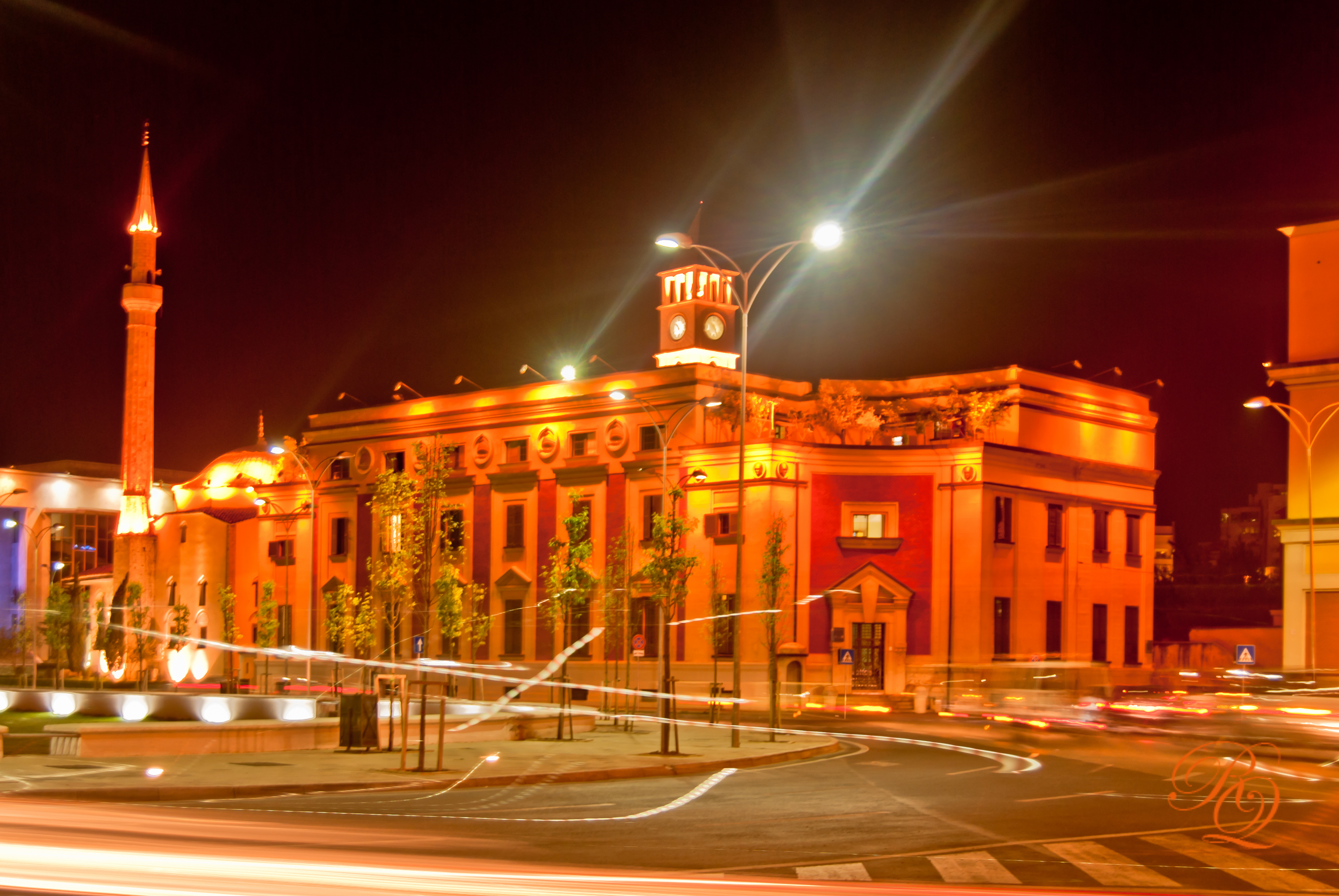
Visione notturna